# Gustav Schützendorf

Gustav Schützendorf

Gustav Schützendorf (1883 in Köln – 28. April 1937 in Berlin-Charlottenburg) war ein deutscher Opernsänger (Bariton), der von 1922 bis 1935 an der Metropolitan Opera in New York im ersten Fach auftrat.

## Leben
Gustav Schützendorf war einer von vier Brüdern, die alle Opernsänger wurden, alle vier Baritone bzw. Bassbaritone: Guido (1880–1967), Alfons (1882–1946) und Leo (1886–1931). Während seine Brüder insbesondere im deutschsprachigen Raum Erfolge auf der Opernbühne hatten, gelang Gustav Schützendorf eine internationale Karriere. Nach Gesangsstudien in Köln und Mailand debütierte er 1905 in der Titelpartie von Mozarts Don Giovanni am Stadttheater Düsseldorf, wo er in der Spielzeit 1906/07 fest engagiert war. Ab der Spielzeit 1907/08 war er für zwei Spielzeiten am Stadttheater Krefeld engagiert. Danach war er ab der Spielzeit 1909/10 am Stadttheater Basel und ab der Spielzeit 1911/12 am Stadttheater Straßburg verpflichtet.
1914 wurde er an die Münchner Hofoper verpflichtet und blieb dort bis 1922 Ensemblemitglied. In das Jahr 1914 fiel auch sein mutmaßlich einziger Auftritt an der Wiener Hofoper – als Graf René Ankarström in Verdis Ein Maskenball. 1915 sangen alle vier Brüder am Stadttheater Bremen gemeinsam in ein und derselben Vorstellung der Oper Die Meistersinger von Nürnberg: Alfons Schützendorf als Hans Sachs, Guido als Fritz Kothner, Gustav als Veit Pogner und Leo als Sixtus Beckmesser. In der Uraufführung von Hans Pfitzners Palestrina am 12. Juni 1917 im Prinzregententheater war Gustav Schützendorf als Graf Luna beteiligt. Ab 1920 gastierte er parallel zu seinem Münchner Festengagement an der Staatsoper Unter den Linden in Berlin, ab 1921 im Gran Teatre del Liceu in Barcelona und am Opernhaus Leipzig.
1922 wurde Gustav Schützendorf an die Metropolitan Opera in New York berufen, wo er im November 1922 als Faninal in Der Rosenkavalier debütierte. Er blieb dreizehn Spielzeiten am Haus verpflichtet und trat bis 1935 in etwa 400 Vorstellungen auf. Er sang an der Metropolitan Opera ein breites Rollenspektrum, tragisches und komisches Fach, lyrische Partien ebenso wie dramatische. Zu seinen Rollen gehörten Papageno in Die Zauberflöte, Pizarro in Fidelio, der Kalif in Der Barbier von Bagdad, Ottokar in Der Freischütz, Peter in Hänsel und Gretel, auch französisches Fach, beispielsweise Lindorf in Hoffmanns Erzählungen, vor allem aber Wagner-Partien (Wolfram; Telramund, König Heinrich und Heerrufer in Lohengrin; Kurwenal; Beckmesser; die drei Alberich-Partien in Der Ring des Nibelungen sowie Gunther in Götterdämmerung; Amfortas und Klingsor). Er war in New York 1926 als Kammerherr in Strawinskys Le rossignol besetzt und war an der Met sogar in einer Operette, als Lambertuccio in Boccaccio, zu sehen und zu hören. Sein letzter Auftritt an der Metropolitan Opera war im April 1935 als Klingsor in Parsifal. Er nahm auch an Tourneen der Met teil und gastierte an der San Francisco Opera. 
Weitere Rollen seines Repertoires waren Graf Eberbach in Der Wildschütz, der Jäger in Das Nachtlager in Granada sowie Partien in drei bedeutenden Opern des frühen 20. Jahrhunderts – der Musiklehrer in Ariadne auf Naxos von Richard Strauss, Herzog Adorno in Schrekers Die Gezeichneten und Frank in Korngolds Die tote Stadt.
Während seines New Yorker Engagements gastierte er mehrfach in Europa, beispielsweise 1926 als Don Giovanni in Amsterdam, 1930 an der Bayerischen Staatsoper, 1932 an der Staatsoper Unter den Linden in Berlin. Er war mit zwei berühmten Sängerkolleginnen verheiratet, mit denen er während der jeweiligen Ehe gemeinsam auf der Bühne stand – in erster Ehe mit Delia Reinhardt (1892–1974), in zweiter Ehe mit Grete Stückgold (1895–1977).
Gustav Schützendorf starb unerwartet an einem Herzschlag, drei Wochen nach seiner Rückkehr aus New York.

## Tondokumente
Die Stimme von Gustav Schützendorf ist auf Schallplatten der Marke Vox dokumentiert. Beispielsweise spielte er die Arie des Papageno Ein Mädchen oder Weibchen und das Lied Frühlingsfahrt von Robert Schumann ein.
Klaus Ulrich Spiegel schreibt von „seiner bemerkenswerten Kunst der Nuancierung und Fülle der Ausdrucksmittel“ und findet, der Sänger „verfügte über einen weiteren Tonumfang, ausgeprägtere Timbrefarben, sang eine breitere Palette an Fachcharakteren“ als sein Bruder Leo.